# Ишингер, Вольфганг
Вольфганг Фридрих Ишингер (нем. Wolfgang Friedrich Ischinger, род. 6 апреля 1946, Нюртинген) — немецкий дипломат. Председатель ежегодной Мюнхенской международной конференции по безопасности (с 2009 года по 2022 год).
С мая 2014 года — посредник ОБСЕ в украинском конфликте, назначенный для переговоров между Киевом и регионами.

## Биография
Родился в 1946 году.
В 1963-1964 году по программе обмена студентами США учился в старшей школе в штате Иллинойс.
В 1966-1972 годах изучал право в университетах Бонна и Женевы. В 1972 году получил диплом юриста. Продолжил обучение в Школе права и дипломатии имени Флетчера, где в 1973 году получил степень магистра права, а также в Гарвардской школе права.
С 1973 года по 1975 год он служил в канцелярии Генерального секретаря ООН в Нью-Йорке при генсеке Курте Вальдхайме.
С 1975 года начал дипломатическую службу в Германии. Работал в аппарате политического планирования Федерального министерства иностранных дел и в посольстве Германии в Вашингтоне.
С 1982 по 1990 год служил в штате Федерального министра иностранных дел, при этом в 1985 году стал личным секретарем министра, а в 1987 году возглавил аппарат кабинета министров и парламента.
В 1990 году был назначен министром и начальником политического отдела посольства Германии в Париже.
В 1993-1995 годах — директор аппарата политического планирования Федерального министерства иностранных дел.
С 1995 по 1998 год занимал должность директора политического департамента германского МИДа.
С 1998 года по 2001 год — работал заместителем министра иностранных дел, представлял правительство Германии в многочисленных международных и европейских форумах, включая ООН, НАТО и ЕС.
С 2001 по 2006 год — являлся послом Германии в США.
С 2006 по май 2008 года — был послом Германии в Великобритании.
С 2009 года  по 2022 год являлся председателем ежегодной Мюнхенской международной конференции по безопасности.

### Председатель ММКБ
Под председательством Ишингера с 2009 года прошли пять конференций ММКБ.
В интервью в ходе первой под его председательством — 45-й конференции, которая проходила в 2009 году после финансового кризиса, Ишингер отметил что «Необходимо устранить преграды на пути свободной торговли, обеспечить, наконец, вступление России в ВТО, выработать новое соглашение о партнерстве и сотрудничестве, которое принесет выгоду и России, и Евросоюзу, в особенности это касается безопасности в энергетической сфере».
На 48-й конференции в 2012 году Ишингер представил разработанную при его участии концепцию разрешения спора между НАТО и Россией по развертыванию ПРО в Европе.
На 50-й конференции в 2014 году, Ишингер озвучил мнение, что Германия должна активнее участвовать в военных операциях в кризисных регионах, таких как в Мали: «Не только для французов внимание к Африке должно быть естественным. Там идет речь и о безопасности Германии».

### Участие в международных конференциях
Ишингер представлял Германию в работе различных международных организаций, конференций и встреч.
В 2008 году участвовал в саммите G8.
20-21 сентября 2011 года участвовал в Четвёртом пленарном заседании Евроатлантической инициативы в области безопасности (EASI), состоявшемся в Киеве. Был один из трёх сопредседателей — наряду с Игорем Ивановым (Россия) и Сэмом Нанном (США).

## Участие в международных событиях, взгляды
Ишингер принимал участие в ряде международных процессах.

### 1995: Босния
Работая в немецком МИДе, в 1995 году Ишингер участвовал в переговорах об урегулировании в Боснии.

### 1999: Югославия
В 1999 году во время войны в Югославии он вел переговоры по Косову между правительством ФРГ и Россией.

### 2007: Косово
В 2007 году в течение 120-дневной миссии представлял ЕС в «тройке» международных посредников (ЕС, США и Россия) на переговорах о будущем статусе Косова. Глава МИД Германии Франк-Вальтер Штайнмайер объяснил выбор кандидатуры Ишингера тем, что «он является отличным знатоком Балкан».
В интервью Ишингер высказал мнение, что «позиция Москвы, слепо поддерживающей сербов по всем вопросам, не имеет ничего общего с чувством „солидарности к братьям-славянам“, а объясняется стремлением России помешать дальнейшему расширению НАТО».

### 2014: Украина
Назначен посредником ОБСЕ для переговоров между Киевом и регионами. Высказывался за поставки оружия Киеву для борьбы с сепаратизмом на Донбассе.

### 2019: Россия
Выразил мнение, что возвращение России в формат «Большой восьмёрки» станет мощной пощёчиной Украине.

## Награды
- Орден Креста земли Марии 2 класса (2 ноября 2000 года, Эстония)[11]
- Крест Признания III степени (29 октября 2018 года, Латвия)[12]
- Офицерский крест ордена «За заслуги перед Федеративной Республикой Германия» (Германия)
- Великий офицер ордена Заслуг (Португалия)
- Великий офицер ордена «За заслуги перед Итальянской Республикой» (Италия)
- Высшая награда земли Баден-Вюртемберг — Орден Заслуг Баден-Вюртемберга
- Памятный знак за личный вклад в развитие трансатлантических отношений Литвы и по случаю приглашения Литовской Республики в НАТО (12 февраля 2003 года, Литва)[13].
- Международная премия Низами Гянджеви (2024 год, Международный центр Низами Гянджеви, Азербайджан)[14].

## Семья
Жена — журналист и писатель. До отъезда из Берлина в Вашингтон в 2001 году работала руководителем берлинского бюро газеты «Рейнишер Меркур».
Трое детей. Также имеет двоих детей от прошлого брака.